# Daniel Humair
Daniel Humair (n. Ginebra, de Suiza, 23 de mayo de 1938) es un percusionista de jazz, compositor y pintor.

## Biografía
En 1986, sfue nombrado Caballero de La Orden de las Artes y las Letras de Francia, y Oficial de la misma en 1992. Ha tocado junto a otros músicos importantes tales como Jean-Luc Ponty, Michel Portal, Martial Solal, Dexter Gordon, Gerry Mulligan y Eric Dolphy.
Humair es también un destacado pintor de arte figurativa abstracta.

## Discografía
- 1960 Conexión
- 1960 Hum!!! René Urtreger, Pierre Michelot
- 1960 Dermaplastic con Martial Solal
- 1964 Jazz Long Playing  con Jean-Luc Ponty, Michel Portal, Eddy Louiss (Philips)
- 1967 Paseo de domingo con Jean-Luc Ponty, Niels-Henning Ørsted Pedersen, Wolfgang Dauner
- 1967 Desde Sticksland con Amor, con George Gruntz
- 1968 Episodio europeo y Roma Impresionante  con Lee Konitz y Martial Solal
- 1969 Qué Bueno Estar Contigo junto a Jim Sala
- 1971 Huffin'n'Puffin' con Ray Nance
- 1972 Morning!
- 1974 Jazz à Juan con Lee Konitz
- 1986 Pastor con Michel Portal
- 1979 Humair Jeanneau Texier con Henri Texier
- 1979 cadera Triple viaje con David Friedman
- 1980 Lado Del este Lado Del oeste (Búho)
- 1980 Humair, Louiss y Ponty, Vol. 1 Dreyfus
- 1985 Arañazo con Kenny Barron (Enja)
- 1985 Fácil de leer con Joachim Kühn y Jean-François Jenny-Clark
- 1986 Bienvenido
- 1987 Rodeó 1964/1987 con Eric Dolphy, Portal, Solal, Texier, Louiss, Mulligan
- 1988 De vez en cuando Libre con Joachim Kühn y Jean-François Jenny-Clark
- 1988 9.11 pm Ayuntamiento (Etiqueta Bleu)
- 1990 Arriba Fecha 3.3 con François Jeanneau y Henry Texier
- 1991 Earthcake
- 1991 Bordes
- 1991 Humair, Louiss y Ponty, Vol. 2 (Dreyfus)
- 1993 Arquitectura Abierta
- 1993 Confusión Habitual con Joachim Kühn y Jean-François Jenny-Clark
- 1996 L'ópera de Quat'ous
- 1996 Akagera (JMS)
- 1997 Trío HLP (Dreyfus)
- 1998 Quatre Fois Trois
- 1998 Dado Dreigroschenoper (Polygram)
- 1999 Triple Entente
- 1999 Humair Urtreger Michelot
- 2001 Liberté Surveillée
- 2003 Boom de Criaturas
- 2003 Abstracciones de París con Benjamin Koppel (saxo) y Palle Danielsson
- 2006 Jazz con Benjamin Koppel (saxo), Gueorgui Kornazov (trombón), Cedric Piromalli (piano) y Thommy Andersson
- 2009 Boom de Criatura II (
- 2010 Pas de Denso
- 2011 Quatre-Trois-Deux-Un con Benjamin Koppel (saxo), Jakob Anderskov (piano) y Thommy Andersson
- 2012 Proyecto Cristal